# 武田信道
武田信道（1574年—1643年4月23日），日本戰國時代至江戶時代初期的武將。高家武田氏初代當主。法號顯了道快。父親是武田信玄的次男海野信親（龍芳）。母親是穴山信君的女兒。

## 生平
在天正2年（1574年）出生。根據『甲斐國志』記載，在武田家於天正10年（1582年）滅亡後，成為甲府長延寺（現今東本願寺甲府別院光澤寺）中，信玄的御伽眾之一實了（母親在後來再嫁）的養子並出家。在織田軍追殺武田家一族和家臣時，潛逃到信濃國安曇郡犬飼村。在織田信長於本能寺之變中死去後，甲斐國成為德川家領地，信道在甲府尊體寺拜謁德川家康。慶長8年（1603年），成為實了的繼承人而成為長延寺二世住職。
受到武田遺臣大久保長安庇護，不過在慶長18年（1613年），於長安死後，受大久保長安事件連坐而被松平康長監禁。元和元年（1615年），被配放到伊豆大島，在該島的野增建居。在寬永20年3月5日（1643年4月23日）於該地死去。

## 子孫
兒子信正被江戶幕府赦免，在返回江戶後，信正的兒子信興被列為高家，至今信道的子孫亦被當作嫡流。